# Never Rarely Sometimes Always
Pour plus de détails, voir Fiche technique et Distribution.
Never Rarely Sometimes Always est un film américano-britannique réalisé par Eliza Hittman, sorti en 2020.
Le film suit le chemin d'une adolescente enceinte de Pennsylvanie qui souhaite avorter. Ne pouvant pas le faire sans le consentement de ses parents dans son État, elle décide d'aller le faire à New-York. Il s'agit du premier rôle de Sidney Flanigan (en).
Présenté au Festival du film de Sundance 2020, le film est bien accueilli par les critiques. Il est sélectionné en compétition officielle à la Berlinale 2020, où il remporte le Grand prix du jury. La sortie du film est perturbée par l'épidémie de coronavirus.

## Synopsis
Autumn Callahan est une lycéenne de 17 ans qui vit dans le comté de Northumberland. Un jour, elle soupçonne qu'elle est enceinte et se rend dans un refuge pour les femmes enceintes (en). Une médecin lui confirme qu'elle est bien enceinte de 10 semaines et elle lui présente ses possibilités. Elle insiste sur l'adoption et elle montre à Autumn une vidéo du mouvement pro-vie sur « la réalité de l'avortement ». Malgré tout, Autumn décide d'avorter mais étant mineure, elle doit obtenir le consentement des parents. Elle ne veut pas que ses parents l'apprennent et elle regarde sur Internet plusieurs méthodes afin de faire une fausse-couche mais ses tentatives échouent. Malade à son travail (elle est caissière après ses cours), elle se confie à sa cousine Skylar qui travaille dans le même supermarché. Skylar décide de voler de l'argent au magasin afin d'acheter des billets de bus pour New-York où l'avortement est légal sans consentement des parents.
Dans le bus, les cousines rencontrent Jasper, un jeune étudiant, qui drague lourdement Skylar qui n'est pas intéressée. Les cousines se rendent dans une clinique Planned Parenthood où les examens montrent qu'Autumn est en réalité enceinte de 18 semaines. La clinique ne peut pas faire l'avortement le jour même. Elle est envoyée dans une autre clinique de Manhattan le lendemain matin. Les deux cousines qui n'ont pas de lieu pour dormir passent la nuit dans le métro et dans une salle d'arcade. Le lendemain, Autumn apprend que son avortement va lui coûter une bonne partie de son argent et qu'il va durer deux jours. Avant l'intervention, elle doit répondre à une série de questions notamment sur sa sexualité auxquelles elle doit répondre par Jamais, rarement, parfois ou toujours (Never Rarely Sometimes Always).
Les cousines doivent passer une seconde nuit à New-York sans argent ni lieu pour dormir. Elles rencontrent à nouveau Jasper qui les emmène au bowling et au karaoké. En fin de soirée, Skylar demande à Jasper de leur prêter de l'argent pour acheter des billets de bus pour rentrer chez elles. Il accepte et il part seul avec Skylar chercher un distributeur automatique. Disparaissant longtemps, Autumn les cherche et les trouve en train de s'embrasser. Réalisant que Skylar n'aime pas la situation mais qu'elle le fait pour que les deux cousines puissent rentrer chez elles, Autumn serre la main de Skylar.
Le matin, Autumn se rend à son rendez-vous et elle se fait avorter. Autumn et Skylar vont ensuite dans un restaurant et Skylar interroge Autumn sur l'opération mais cette dernière préfère rester vague. Les deux adolescentes prennent un bus pour retourner en Pennsylvanie.

## Fiche technique
Sauf indication contraire, les informations mentionnées dans cette section peuvent être confirmées par les bases de données cinématographiques IMDb et Allociné,  présentes dans la section « Liens externes ».

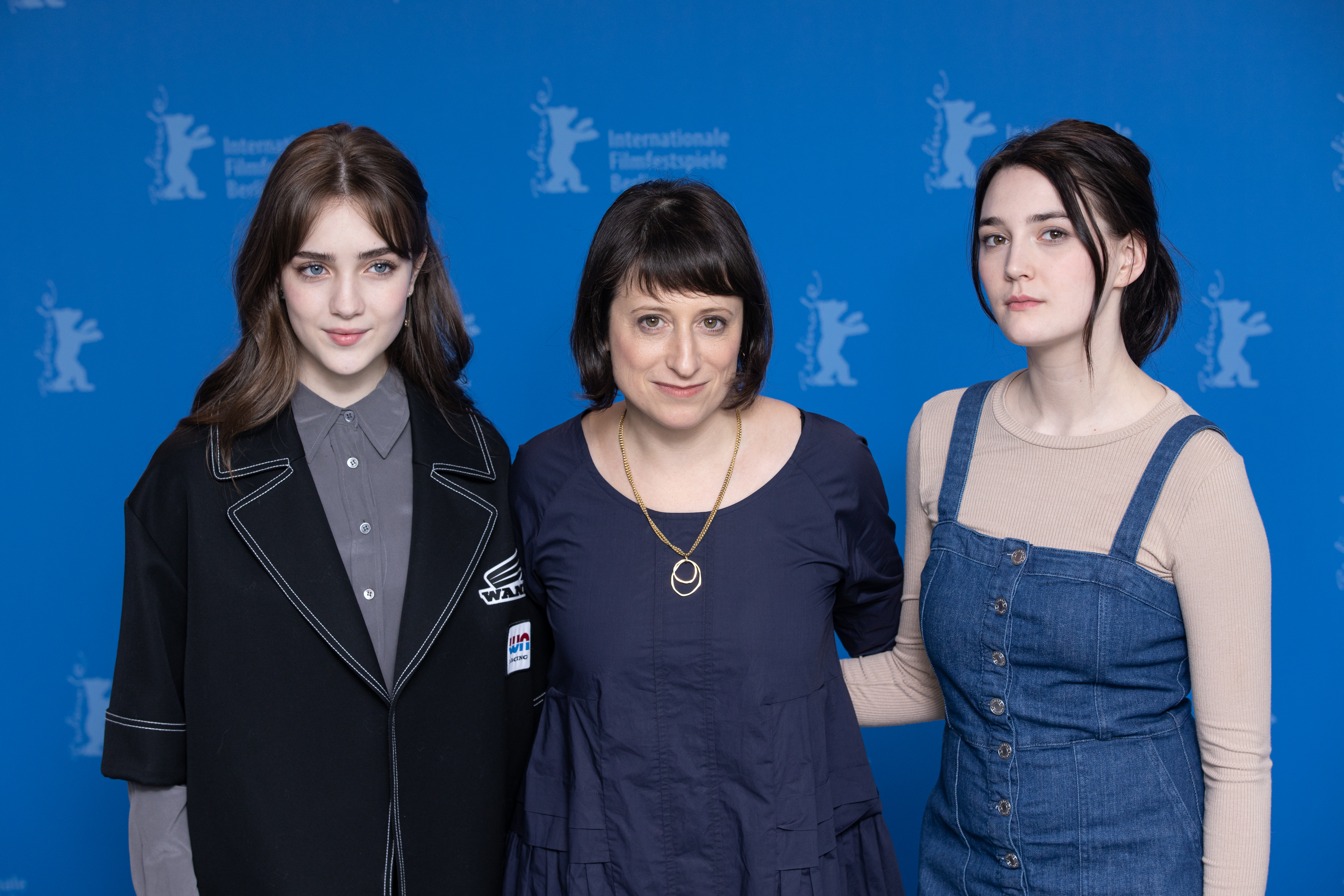
De gauche à droite : Talia Ryder
Eliza Hittman et Sidney Flanigan, lors de la Berlinale 2020.

Sauf mention contraire, cette fiche technique est établie à partir d'Internet Movie Database.
- Titre original et français : Never Rarely Sometimes Always (littéralement : « Jamais rarement parfois toujours »)
- Réalisation et scénario : Eliza Hittman
- Musique : Julia Holter
- Direction artistique : Tommy Love
- Décors : Meredith Lippincott
- Costumes : Olga Mill
- Photographie : Hélène Louvart
- Montage : Scott Cummings
- Production : Sara Murphy, Adele Romanski, Lia Buman, Rose Garnett, Tim Headington, Alex Orlovsky et Elika Portnoy
  - Coproduction : Tatiana Bears, Brad Becker-Parton, Lara Costa Calzado  et Max Silva
  - Production associée : Rita Walsh
  - Production exécutive : Mark Ceryak et Barry Jenkins
- Sociétés de production : BBC Films,  Cinereach (en), Mutressa Movies, PASTEL, Rooftop Films et Tango Entertainment
- Sociétés de distribution : Focus Features (États-Unis) ; Universal Pictures International (France, Royaume-Uni)
- Budget : moins de 5 millions de dollars[2]
- Pays de production :  États-Unis -  Royaume-Uni
- Langue originale : anglais
- Format : couleur - 1,85:1 - 16 mm
- Genre : drame
- Durée : 101 minutes
- Dates de sortie :
  - États-Unis : 24 janvier 2020 (Festival du film de Sundance) ; 13 mars 2020 (sortie limitée) ; 3 avril 2020 (sur Internet)
  - Canada : 3 avril 2020
  - Royaume-Uni : 13 mai 2020 (sur Internet)
  - France : 19 août 2020

## Distribution
Sauf indication contraire, les informations mentionnées dans cette section peuvent être confirmées par les bases de données cinématographiques IMDb et Allociné,  présentes dans la section « Liens externes ».
- Sidney Flanigan (en) : Autumn
- Talia Ryder : Skylar
- Théodore Pellerin : Jasper
- Ryan Eggold : Ted
- Sharon Van Etten : la mère d'Autumn
- Kelly Chapman : la travailleuse sociale
- Kim Rios Lin : le médecin anesthésiste
- Drew Seltzer : le manager au supermarché
- Carolina Espiro : la conseillère financière

## Production

### Développement

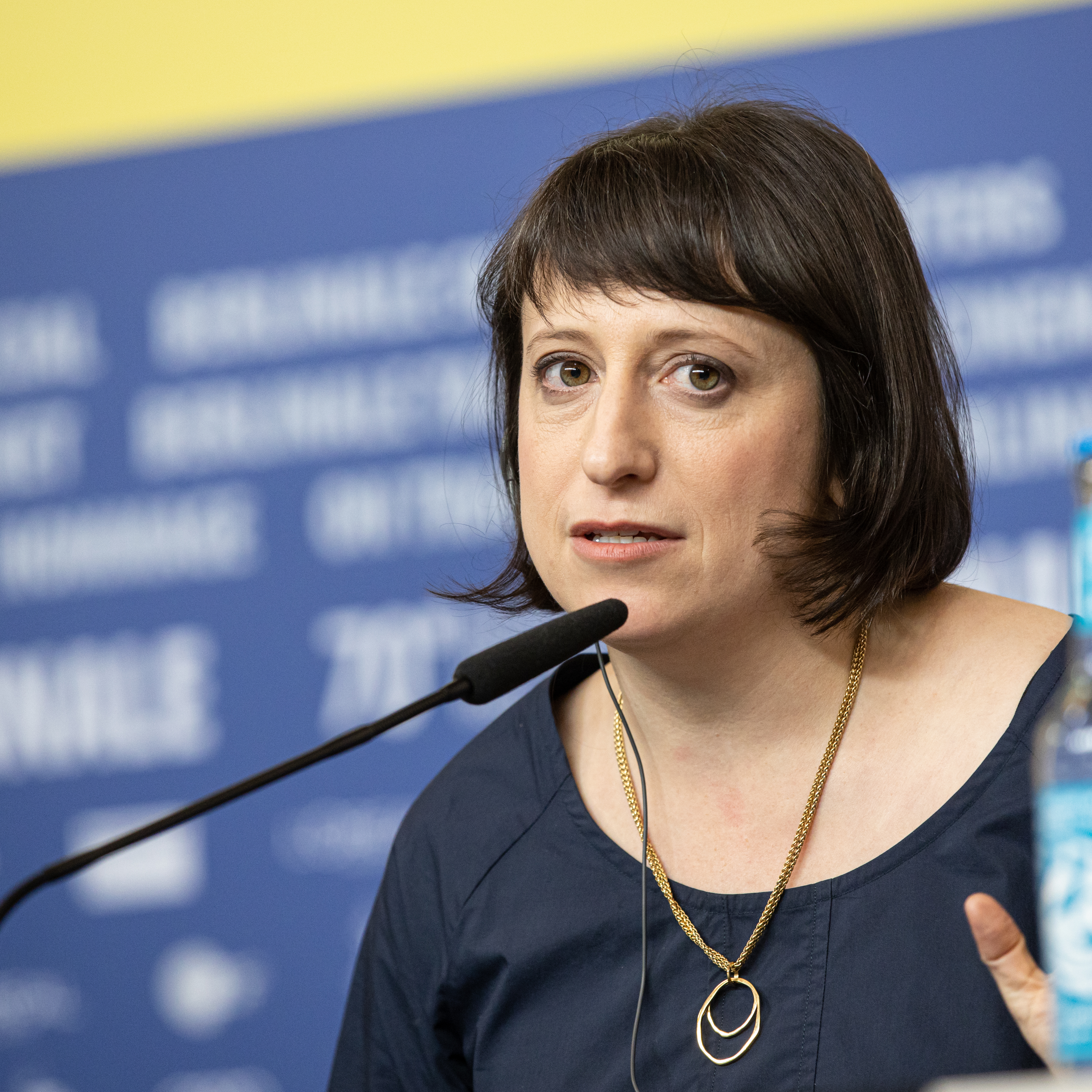
Eliza Hittman lors de la Berlinale 2020.

Eliza Hittman a commencé à réfléchir à un scénario de film lors de la mort de Savita Halappanavar (en). Cette dernière est morte d'une septicémie en raison du refus d'un avortement. Ne se sentant pas prête, elle met son projet de côté pendant quelques années. Elle revient à son idée en 2017 notamment à la suite des nouvelles lois sur l'avortement en Irlande et à la remise en cause de l'Interruption volontaire de grossesse dans des États américains.
Quelques mois après la sortie de son second film, Les Bums de plage, elle s'entretient avec Rose Garnett de BBC Films qui soutient son projet. La société s'implique dès les prémisses du projet et le film est produit par Adele Romanski et Sara Murphy,. En 2018, Tango Entertainment, Mutressa Movies et Cinereach (en) viennent s'ajouter en tant que producteurs du film dès l'écriture du script. Enfin, Focus Features, le distributeur du film, arrive dès le stade de la pré-production.
L'écriture du scénario est terminée à la fin de l'année 2018. Afin d'être le plus réaliste possible, Eliza Hittman a visité des cliniques pratiquant l'avortement, des centres pro-vie et elle a lu des témoignages de femmes ayant traversé des faits similaires,. Le budget du film est inférieur à 5 millions de dollars. La production décide de sortir le film avant la campagne électorale américaine de 2020.

### Choix de la distribution
Des annonces pour des castings sont publiées à l'automne 2018 et en janvier 2019,. Une centaine d'actrices confirmées sont auditionnées pour le rôle principal d'Autumn. Cependant, Eliza Hittman et son monteur (également son conjoint) Scott Cummings se souviennent qu'en 2012, ils ont rencontré Sidney Flanigan (en) lors du tournage de Buffalo Juggalos. Pendant ces années, le couple reste en contact avec elle notamment grâce aux réseaux sociaux. Cette dernière publie notamment des publications engagées et des reprises de chansons,. Bien qu'elle n'ait jamais été actrice, le couple choisit de lui faire passer une audition et finalement elle obtient le rôle.
Talia Ryder qui dispose d'une expérience plus importante obtient le rôle de Skylar. Elle a notamment joué dans la comédie musicale Matilda the Musical à Broadway. Les deux actrices principales disposent de deux jours de répétitions pour apprendre à se connaître. Eliza Hittman choisit notamment de laisser les actrices seules dans un appartement afin qu'elles puissent apprendre à se connaître.
Les autres membres du casting sont notamment le Québécois Théodore Pellerin, Ryan Eggold et Sharon Van Etten. Enfin, le rôle de la travailleuse sociale à la clinique est joué par Kelly Chapman dont c'est le métier,.

### Tournage
Le tournage dure 29 jours et il a lieu en Pennsylvanie, notamment à Shamokin, et à New York entre le mois de février, et le mois d'avril 2019. En raison du conservatisme important dans le comté de Northumberland, la production a choisi de ne pas ébruiter le thème du film. Le tournage à New-York est également complexe,. Le fait que Talia Ryder soit mineure au moment du tournage implique que le tournage ne peut avoir lieu qu'à certaines heures. De plus, les scènes filmées au Port Authority Bus Terminal doivent l'être entre minuit et quatre heures du matin. Les scènes dans le métro ont également été compliquées,,. Les scènes dans les cliniques ont été tournées dans de véritables cliniques et la manifestation anti-avortement est une véritable manifestation.
Le film est tourné en format 16 mm,. Il s'agit d'un choix d'Hélène Louvart, la directrice de photographie. Cette dernière a choisi ce format notamment afin de respecter le choix d'Eliza Hittman de faire un film le plus réaliste possible. Pour filmer, Hélène Louvart a choisi des caméras ARRI 416 avec un objectif Zeiss Ultra Prime car cet ensemble est léger ce qui est pratique notamment pour les scènes dans le métro. Hélène Louvart a également choisi d'utiliser un éclairage minimal dans les bâtiments et de retravailler les images ayant été tournées dans des lieux trop éclairés, toujours dans l'optique que le résultat final soit le plus réaliste possible.

### Bande originale
Julia Holter s'est occupée de la musique du film. L'album de la bande originale, qui comprend un total de 13 chansons, a été publié pour le téléchargement le 13 mars 2020 par Back Lot Music. Cet album comprend également la chanson Staring at a Mountain, qui est écrite et chantée pendant le générique par l'actrice Sharon Van Etten.

## Accueil

### Sortie
Le film est présenté pour la première fois au Festival du film de Sundance 2020 en janvier 2020 puis à la Berlinale 2020 en février 2020. La sortie nationale aux États-Unis est le 13 mars 2020. Cependant, la pandémie de Covid-19 bouscule les prévisions et les cinémas américains sont fermés le 16 mars 2020. Ceci conduit Focus Features à choisir de mettre le film à disposition en VOD dès le 3 avril 2020 aux États-Unis et sur une période du 13 au 27 mai au Royaume-Uni,.
Dans de nombreux autres pays du monde, le film sort au cinéma lors de l'été 2020, et il est distribué à partir du 1er octobre en Allemagne.
Aux États-Unis, le film est classé par le Motion Picture Association of America comme PG-13 (film déconseillé aux moins de 13 ans). Les producteurs cherchaient en effet cette classification afin que le film puisse toucher le public principal concerné par le film. En Allemagne, le film est FSK 6 (Approuvé pour les 6 ans et plus).

### Accueil critique
Le film a été quasi-unanimement plébiscité par la critique, recueillant 99 % de critiques positives avec une note moyenne de 8,58/10 et sur la base de 189 critiques collectées sur le site internet Rotten Tomatoes. Il obtient un note de 91/100 sur la base de 34 critiques sur Metacritic.
Plusieurs critiques considèrent que le film reflète les difficultés post-MeToo rencontrées par les femmes,.

#### Dans les pays anglo-saxons
Les critiques nord-américaines apprécient le réalisme du film et David Rooney (de) du Hollywood Reporter qualifie le film de « véritablement honnête, remarquablement observé. »,.
La performance des deux actrices principales est également saluée,, leur complicité étant évoquée comme une réussite et un élément très important du film,.
Dans Variety, Andrew Barker considère le film comme une pépite. Il apprécie le fait que le film n’entre pas dans les détails (à propos du père de l'enfant notamment) et que le scénario d'Eliza Hittman ne traîne pas en longueur. Il ajoute apprécie le choix de faire parler les deux actrices principales avec des gestes et des attentions plutôt qu'à travers de longues pages de dialogues. Enfin, Andrew Barker trouve que le film traite correctement de la souffrance d'Autumn sans verser dans le sensationnalisme ni dans le mélodrame.
Pour Kate Erbland d′Indiewire, le film est à la fois un « examen des lois sur l'avortement aux États-Unis » et « un regard singulier sur ce que signifie être une adolescente aujourd'hui ». Elle espère également que le film contribuera à faire évoluer les mentalités.
Pour The Guardian, Peter Bradshaw considère que le film ressemble aux premiers abords à Juno de par son style et à 4 mois, 3 semaines, 2 jours et à Vera Drake pour le thème. Il considère qu'Autumn dévoile plus ses sentiments et émotions dans les chansons qu'elle chante (au début ou lors du karaoké) que dans les dialogues. Son collègue, Mark Kermode (en), qualifie le film d'aussi « authentique qu'un documentaire et avec la sensibilité poétique du cinéma. »,

#### Dans les pays francophones
Dans Libération, Camille Nevers apprécie le sujet traité (la difficulté à avorter) mais critique tous les autres choix effectués par Eliza Hittman. Elle trouve que le sujet est mal traité et que le film manque de dialogues. Pour France Culture, Marine Langlois estime au contraire que le film traite le sujet « sans tomber dans le pathos » et que « les rares dialogues touchent en plein cœur », considérant que « les non-dits, les gestes capturés furtivement par la caméra, souvent à l'épaule, donn[e]nt un fort aspect documentaire au film »

#### Dans les autres pays
En Allemagne, Anna Wollner de rbb24 (de) considère le film comme « un manifeste pour la cohésion féminine et une véritable perle du cinéma féministe ». Elle considère que le film reflète l'amitié entre femmes et la recherche des femmes à disposer de leurs corps. Pour Die Zeit, le film a plusieurs dimensions : il est à la fois « une étude sur la vie intime des jeunes, une contribution à l'éducation sexuelle et à la santé et une intervention politique »,. De plus, la critique Sabine Horst pense que le film est une forme de « documentaire impressionniste » et qu'il décrit avec précision les épreuves traversées par les femmes dans la réalité. Enfin, elle conclut que le film mériterait de recevoir un Oscar.
En Espagne, le El Periódico de Catalunya considère que le film « est avant tout une célébration de l'empathie, de la sororité et du soutien des femmes qui cherchent à se frayer un chemin dans un monde qui répond à leurs besoins avec indolence et hostilité. »,. Le journal catalan ajoute que le film est sobre, militant, subtil et que le film ressemble à un thriller de par la réussite de sa réalisation. La revue spécialisée Fotogramas abonde également sur les choix scénaristiques faits par Eliza Hittman.
Aux Pays-Bas, le NRC Handelsblad salue la grande profondeur du film qui renferme « une quantité impressionnante de détails et d'émotions ». En complément du voyage réalisée par les deux personnages principaux, ces dernières rencontrent également « toutes sortes de sexisme systématique et de comportement sexuellement transgressif ». Eliza Hittman ajoute qu'elle a cherché à rendre visible l'invisible notamment « le flot incessant de micro et macro-agressions que vous devez endurer en tant que femme ». Le film peut être qualifier de féministe et que « les femmes ont droit à l'autodétermination et à l'autonomie physique ».

### Box-office
Le film a été visible quatre jours aux États-Unis, dans quatre cinémas, rapportant 16 565 $ dans ce pays. Dans les autres pays du monde, le film rapporte plus de 300 000 $,.
| Pays ou région   | Box-office | Date d'arrêt du box-office | Nombre de semaines |
| ---------------- | ---------- | -------------------------- | ------------------ |
| États-Unis       | 16 565 $   | 16 mars 2020               | 1                  |
| Pays-Bas         | 92 168 $   | 20 juillet 2020            | 3                  |
| Nouvelle-Zélande | 28 700 $   | 4 octobre 2020             | 7                  |
| Russie           | 31 924 $   | 18 septembre 2020          | 7                  |
| Espagne          | 42 487 $   | 2 octobre 2020             | 2                  |
| France           | 116 598 $  | 30 août 2020               | 2                  |
| Australie        | 26 582 $   | 13 novembre 2020           | 3                  |
| Allemagne        | 162 730 $  | 9 octobre 2020             | 2                  |

### Distinctions
Sauf indication contraire, les informations mentionnées dans cette section peuvent être confirmées par les bases de données cinématographiques IMDb et Allociné,  présentes dans la section « Liens externes ».

#### Récompenses
- Berlinale 2020 : Grand prix du jury[50]
- Festival du film de Sundance 2020 : prix spécial du jury[51],[52]
- Heartland Film Festival (en) 2020[53] : Truly Moving Picture Award (littéralement « prix du film vraiment émouvant »)
- Festival international du film de Saint-Sébastien 2020[54] : prix RTVE-Otra Mirada[55]
- Festival de la zone libre (sr) : Meilleur film international

#### Sélections et nominations
- Festival du film de Zurich 2020[56],[57] : nommé
- Gotham Independent Film Awards 2021 : meilleur film

## Analyse
Le film évoque trois sujets importants : le droit des femmes à disposer de leurs corps, la misogynie occasionnelle et le comportement sexuellement agressif que les femmes subissent régulièrement.
Le nom du film vient de la scène filmée en plan rapproché à la clinique où Autumn doit répondre à des questions de la travailleuse sociale de New-York à propos de sa sexualité. Cette scène est un des moments clés du film et son réalisme est salué,. C'est notamment dans cette scène que l'on apprend qu'Autumn a été contrainte à des relations sexuelles.
Eliza Hittman qualifie le film de « drame de tous les jours ». En effet, aux États-Unis, une femme sur cinq doit parcourir plus de 50 kilomètres pour subir un avortement (et c'est encore plus compliqué pour les femmes dans les zones rurales comme Autumn). De plus, entre 2011 et 2017, 4 % des cliniques pratiquant l'avortement ont fermé et la majorité des cliniques qui continuent à proposer cette opération sont situées dans les États de New-York et en Californie. Dans le film, les jeunes filles réalisent en effet un voyage de 300 kilomètres pour pouvoir avorter. En raison de la thématique du film, ce dernier est parfois présenté comme un anti-Juno ou comme une réponse au film Unplanned sorti en 2019.
Eliza Hittman a fait le choix de ne pas parler du père de l'enfant pour ne pas s'éloigner du sujet, et également pour démontrer que ce sont les femmes qui gèrent cette question seule dans la majorité des cas. Même si aucun homme n'est violent dans le film, les hommes sont présentés comme des prédateurs potentiels afin de démontrer la difficulté à être une femme aux États-Unis,. Lors de la scène d'ouverture, Autumn est traitée de « salope » lors d'un concours de talent lors duquel elle chante. Le beau-père d'Autumn ne l'encourage pas et il ne nie pas les insultes qu'elle a reçues. Le directeur du supermarché où travaillent les deux cousines a un comportement déplacé et pervers. Ensuite, un homme se masturbe dans le métro à New-York tout en regardant Autumn. Enfin, le personnage de Jasper ne comprend pas le rejet de Skylar et insiste très lourdement au point de mettre mal à l'aise Autumn et Skylar ainsi que les spectateurs.